# Khali (rappeur)
 (juillet 2025).
La mise en forme du texte ne suit pas les recommandations de Wikipédia : il faut le « wikifier ».
Les points d'amélioration suivants sont les cas les plus fréquents. Le détail des points à revoir est peut-être précisé sur la page de discussion.
- Les titres sont pré-formatés par le logiciel. Ils ne sont ni en capitales, ni en gras.
- Le texte ne doit pas être écrit en capitales (les noms de famille non plus), ni en gras, ni en italique, ni en « petit »…
- Le gras n'est utilisé que pour surligner le titre de l'article dans l'introduction, une seule fois.
- L'italique est rarement utilisé : mots en langue étrangère, titres d'œuvres, noms de bateaux, etc.
- Les citations ne sont pas en italique mais en corps de texte normal. Elles sont entourées par des guillemets français : « et ».
- Les listes à puces sont à éviter, des paragraphes rédigés étant largement préférés. Les tableaux sont à réserver à la présentation de données structurées (résultats, etc.).
- Les appels de note de bas de page (petits chiffres en exposant, introduits par l'outil «  Source ») sont à placer entre la fin de phrase et le point final[comme ça].
- Les liens internes (vers d'autres articles de Wikipédia) sont à choisir avec parcimonie. Créez des liens vers des articles approfondissant le sujet. Les termes génériques sans rapport avec le sujet sont à éviter, ainsi que les répétitions de liens vers un même terme.
- Les liens externes sont à placer uniquement dans une section « Liens externes », à la fin de l'article. Ces liens sont à choisir avec parcimonie suivant les règles définies. Si un lien sert de source à l'article, son insertion dans le texte est à faire par les notes de bas de page.
- La présentation des références doit suivre les conventions bibliographiques. Il est recommandé d'utiliser les modèles {{Ouvrage}}, {{Chapitre}}, {{Article}}, {{Lien web}} et/ou {{Bibliographie}}. Le mode d'édition visuel peut mettre en forme automatiquement les références.
- Insérer une infobox (cadre d'informations à droite) n'est pas obligatoire pour parachever la mise en page.

Pour une aide détaillée, merci de consulter Aide:Wikification.
Si vous pensez que ces points ont été résolus, vous pouvez retirer ce bandeau et améliorer la mise en forme d'un autre article.
Khalil Lakbir, dit Khali, né le 20 novembre 1999 à Lyon, est un rappeur, chanteur et producteur franco-marocain. Il fait partie d'une scène émergente souvent appelée la New Wave.

## Biographie

### Vie privée
Né le 20 novembre 1999 à Lyon, Khali grandit à Vénissieux jusqu’à la classe de CE2. Il déménage ensuite à Palmer, quartier de la ville de Cenon, dans la périphérie de Bordeaux. Il est enfant d'immigrés marocains nés en Algérie,. 

### Carrière

#### Débuts
À l’âge de 17 ans, après avoir assisté au concert du rappeur Hamza et à celui des rappeurs suisses Slimka et Di-Meh, il décide de se lancer dans la création musicale.
Au début, il se concentre uniquement sur le beatmaking, et publie régulièrement ses instrumentales sur la plateforme Soundcloud à partir de 2017. Il travaille de nuit, pendant que ses parents dorment, dans un grenier aménagé, et ne chante pas par timidité et pudeur.
C’est pendant l'été 2018, après son année de terminale, qu’il commence à écrire des textes et à poser sa voix sur ses propres productions. À cette époque, il travaille seul, depuis sa chambre, avec du matériel rudimentaire. Il partage également ses créations sur Soundcloud, et commence à affirmer son style, ainsi qu’à rencontrer des beatmakers sur la plateforme. Vers 2020, Khali supprime ses morceaux présents sur la plateforme.

#### Palmer wild story(2019)
En juin 2019, Khali sort un premier EP de sept titres, intitulé « Palmer wild story ».
La même année, Khali fait la première partie de concerts d'artistes comme Di-Meh, dont il était spectateur quelques années plus tôt, et Ikaz Boi.

#### Le Tournesol(2020)
En avril 2020, Khali sort petit à petit du microcosme de Soundcloud et se rapproche du label fraîchement créé Try to live du producteur et auteur Myth Syzer. Ce dernier est connu pour ses productions uniques et ses prises de risque, parfait pour l'univers atypique de Khali, parfois comparé à celui de Playboi Carti en raison de sa "baby-voice" . Au mois d'août sort son deuxième EP, « Le tournesol », composé de quatre titres. Quatre singles l'ont précédé au cours de l'année, dont un featuring avec Loveni.

#### Laïla(2021)
Le 21 mai 2021, Khali sort son premier album, « Laïla », qu'il a autoproduit avec son producteur nommé « Niels ». Ce projet est salué par la critique et le public. Il n'est pas classé dans le Top Albums français, mais atteint la 135ème place en Belgique, plus précisément en Wallonie. 
En juillet 2023, sept des onze morceaux dépassent le million de streams sur Spotify, avec une mention spéciale pour le morceau D&G qui en cumule près de six à lui seul. Il a été utilisé dans de multiples vidéos sur TikTok, notamment en une version accélérée, qui lui offre une certaine visibilité.  

#### Il me ressemble pas non plus(2022)
Le 25 novembre 2022, Khali sort son deuxième album, « Il me ressemble pas non plus ». Dans ce nouvel album introspectif de 18 morceaux, Khali revient sur sa peine et sa santé mentale, en explorant ses origines et ses conséquences,. Le succès de ce dernier place Khali en tant que pilier de la scène émergente, capable de créer un véritable album long format,. Il atteint en effet la 27e place du Top Album français et est classé pendant six semaines. En Belgique, le projet se hisse en 28e position et reste 9 semaines dans le classement. En Suisse, il atteint le 56e rang.
Les premiers mots de son premier morceau Je m'en moque effectivement sont "Tu es trop original". Le décor est planté. Dans Jamais comme ils vont aussi, Khali critique ses détracteurs. Son univers authentique et unique ne fait pas l'unanimité.

#### 23-(2023)
En mai 2023, Khali se produit à l'Olympia de Paris, un concert pour lequel tous les billets ont trouvé preneur en moins d'une heure.
Sur son site internet, Khali présente sa tournée de festivals de la sorte : "Avant l'album ? Festival tour". On peut s'attendre à un nouveau projet de Khali en fin d'année 2023. Il est notamment présent aux festivals de renom que sont We Love Green, Montreux Jazz et aux Ardentes. Le 1er décembre 2023, Khali sort en surprise un projet intitulé "23-". Il est composés de 8 titres dont Bottega accompagné d'un clip qui sort au même moment. Aujourd’hui Bottega cumule plusieurs millions d’écoutes sur les différentes plateformes de streaming et le projet bien que très peu diffusé par la presse a été très bien accueilli par les auditeurs.

## Style
La musique de Khali est généralement décrite comme profonde et mélancolique, avec aussi du découpage et des flows chantés. Ses textes mélangent le français, l'anglais et l'arabe. Il est souvent introspectif, parlant de ce qui le fait douter, de son quotidien et de son immense envie de réussir. La trahison, l'addiction et l'amour sont également abordés dans ses morceaux. Les prods qu'il utilise comprennent souvent un piano ou une guitare sèche.
Parmi les influences et écoutes du rappeur, nous retrouvons les rappeurs nord-américains Playboi Carti, Gunna, Nav, Lil Uzi Vert, Lil Gotit et Lil Keed. Que ce soit au niveau de la voix, la "baby voice" du premier nommé étant la référence, mais également le flow et la production. En francophonie, il apprécie particulièrement le travail de Laylow et de Hamza.

## Discographie

### Singles
- 2020 : Valentine
- 2020 : Bulletproof (feat Loveni)
- 2020 : Pas méchant
- 2020 : Demain
- 2020 : 20 -
- 2021 : LA TOILE
- 2021 : PEzZZ
- 2021 : NO PHOTO
- 2022 : LE MONDE EST A TOI
- 2024 : FREE
- 2024 : KHALI IL SAIT
- 2024 : FOREVER
- 2024: PLM DEATHROW